# Филипа Грегори
Филипа Грегори (енгл. Philippa Gregory) је енглеска књижевница, позната по историјским романима.

## Детињство и образовање
Филипа је рођена у Кенији 1954. године. Када је имала две године, њени родитељи су се преселили у Енглеску. Грегоријева је била проблематично дете, које није волело школу, и премда ништа није слутило да ће бити академски образована, завршила је Универзитет у Сасексу. Након тога је две године радила на BBC радију, па уписала Универзитет Единбуршки, где је стекла звање доктора у области књижевности седамнаестог века. Предавала је на универзитетима у Дараму, Мидлсброу, као и на универзитету Open.

## Књижевни рад
Писала је романе чије су радње смештене у неколико различитих историјских периода, иако се првенствено занимала за период Тјудора, као и период 16. века. Читање бројних романа смештених у 17. век, навело ју је да напише бестселер трилогију Wideacre, у којој пише о љубави према земљи, као и о инцесту.